# 唐冑
唐冑（1471年—1539年），字平侯，號西洲，廣東承宣布政使司瓊州府瓊山縣東廂（今海南省海口市琼山区）人。明朝官员。

## 生平
弘治十一年（1498年）戊午科廣東鄉試第二名舉人，十五年（1502年），登壬戌科會試第五名，廷試二甲第四十一名進士，授戶部山西司主事，因劉瑾排擠奪職，劉瑾被誅後，正德五年（1510年）九月起授户部河南司主事，升本司署员外郎。
嘉靖三年（1524年）二月升遷廣西按察司僉事，八月提督学校，歷升云南副使、云南右参政，九年四月升廣西右布政使，平撫古田民亂，转左布政使，十二年六月再升右副都御史、提督南赣汀漳等处军务，改山東巡撫，十三年九月升任南京戶部右侍郎。嘉靖十五年（1536年）正月，改戶部右侍郎，十一月进左侍郎。嘉靖十七年（1538年）夏因反對明世宗祀獻皇帝明堂，下獄削籍歸鄉。同年冬恢复冠带。次年病卒。隆慶初年，贈右都御史。

## 家族
曾祖唐誼芳，訓導；祖父唐乾畀，監生；父唐正，母陳氏。
有子唐穆，嘉靖己丑进士，官礼部员外郎。

## 延伸阅读
[在维基数据编辑]
 《國朝獻徵錄·卷之三十》，出自焦竑《國朝獻徵錄》
 《明史卷二百〇三》，出自《明史》